# Möbiova funkce

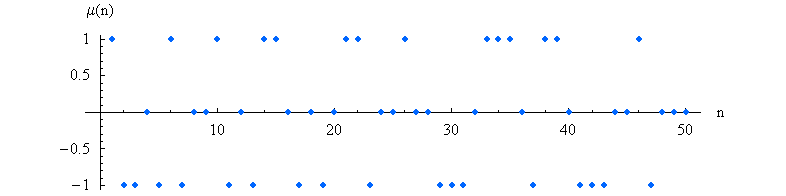
Prvních padesát hodnot Möbiovy funkce

Möbiova funkce značená μ(n) je důležitá multiplikativní funkce z teorie čísel. Německý matematik August Ferdinand Möbius ji zavedl v roce 1832.

## Definice
μ(n) je definována pro všechna kladná celá čísla n a nabývá hodnot z množiny {−1, 0, 1} v závislosti na prvočíselném rozkladu n a to takto:
- μ(n) = 1 pokud je n bezčtvercové celé číslo se sudým počtem navzájem různých prvočíselných dělitelů.
- μ(n) = −1 pokud je n bezčtvercové s lichým počtem navzájem různých prvočíselných dělitelů.
- μ(n) = 0 pokud n není bezčtvercové

## Vlastnosti
- Möbiova funkce je multiplikativní, tedy pokud jsou a a b nesoudělná čísla, pak platí μ(ab) = μ(a) μ(b)
- pokud je n různé od jedné, pak součet hodnot Möbiovy funkce pro všechny kladné dělitele n je roven nule, tedy

{\displaystyle \sum _{d|n}\mu (d)={\begin{cases}1&{\mbox{ pokud }}n=1\\0&{\mbox{ pokud }}n>1.\end{cases}}}